# 클로디아 블랙
클로디아 블랙(Claudia Black, 1972년 10월 11일 ~ )은 오스트레일리아의 배우, 성우이다.

## 출연 작품
- 컨테인먼트 (2016)
- 컨테인먼트 (2015)
- 오리지널스 2 (2014)
- 레인 프롬 스타스 (2013)
- 저스티스 리그: 둠 (2012)
- 랭고 (2011)
- 위험한 게임: 데드 코드  (2008)
- 스타게이트 - 컨티넘 (2008)
- 스타게이트 - 진실의 상자 (2008)
- 퀸 오브 뱀파이어 (2002)
- 에이리언 2020 (2000)
- 파스케이프 (1999)